# 秋田県道326号秋田空港東線
秋田県道326号秋田空港東線（あきたけんどう326ごう あきたくうこうひがしせん）は、秋田県秋田市を通る一般県道である。

## 概要
秋田空港から秋田自動車道（協和IC）、大仙市・仙北市方面へ通じる短絡道路として2006年に開通した。終点では秋田県道319号雄和協和線の大仙市方面へ連続する。

### 路線データ
- 総延長 : 3.384 km[4]
- 実延長 : 3.210 km[4]
- 起点 : 秋田県秋田市雄和椿川字山籠40番1（秋田空港）[5]北緯39度36分42.5秒 東経140度13分1.7秒
- 終点 : 秋田県秋田市雄和平尾鳥字中山19番1地先（秋田県道319号雄和協和線交点）[5]北緯39度35分54.88秒 東経140度14分25.5秒
- 未供用区間 : なし[4]

## 歴史
- 2000年（平成12年）4月21日 - 秋田県道に認定される[5]。
- 2002年（平成14年）4月19日 - 河辺郡雄和町椿川字山籠48番3地先から河辺郡雄和町平尾鳥字中山19番1地先までの区間が決定される[6]。
- 2006年（平成18年） - 供用を開始する[3]。

## 路線状況

### 重複区間
- 秋田県道46号秋田空港線（秋田市雄和椿川字山籠40番1 - 秋田市雄和椿川字山籠48番3地先・秋田空港地内）、174 m[4]

### 冬期閉鎖区間
- なし[7]

### 交通不能区間
- なし[8]

## 地理

### 交差する道路
| 施設名                 | 接続路線名                              | 備考               | 所在地                        |
| ---------------------- | --------------------------------------- | ------------------ | ----------------------------- |
| 秋田空港               |                                         | 起点・県道46号起点 | 秋田市雄和椿川字山籠40番1     |
| （秋田空港出口ランプ） | 秋田県道46号秋田空港線                  | [ 注釈 2 ]         | 秋田市雄和椿川字山籠48番3地先 |
|                        | 出羽丘陵広域農道 （出羽グリーンロード） |                    | 秋田市雄和平尾鳥              |
|                        | 秋田県道319号雄和協和線                 | 終点               | 秋田市雄和平尾鳥字中山        |

### 沿線の施設など
- 秋田空港